# Aeroporto Guglielmo Marconi di Bologna
Luchthaven Bologna (Italiaans: Aeroporto Guglielmo Marconi di Bologna) (IATA: BLQ, ICAO: LIPE) is het internationale vliegveld bij de stad Bologna in Italië. Het vliegveld ligt 6 km ten noordwesten van de stad.
De luchthaven dankt zijn naam naar Guglielmo Marconi, een Italiaans uitvinder.